# Белов, Владимир Борисович (гандболист)
Влади́мир Бори́сович Бело́в (26 апреля 1958, Кунцево, Московская область — 14 ноября 2016, Москва) — советский гандболист.
Заслуженный мастер спорта СССР (1982, звание снято в 1985 году). Серебряный призёр Олимпийских игр 1980 года, чемпион мира 1982 года.

## Биография
В составе клуба «Кунцево» начал играть с 16-летнего возраста. Играл на позиции разыгрывающего. В 1976 и 1978 годах становится бронзовым призёром чемпионатов СССР.
В 19 лет уже начал привлекаться в сборную Советского Союза. В 1977 году в составе сборной команды юниоров (возраст до 21 года) стал победителем 1-го чемпионата мира, а в 1979 году он вновь побеждает на мировом юниорском первенстве. Оба раза он являлся капитаном сборной.
Серебряный призёр чемпионата мира 1978 года. На Играх 1980 года в Москве в составе сборной СССР стал серебряным призёром. Был капитаном команды. А в 1982 году на чемпионате мира в составе советской сборной стал золотым медалистом и был признан лучшим игроком турнира.
Звания заслуженного мастера спорта СССР он был лишён в 1985 году после того, как по возвращении из-за матча за границей в аэропорту Шереметьево у него в ходе досмотра конфисковали иностранную валюту. По мнению тренера клуба «Кунцево» Бориса Акбашева, случившееся было ужасной случайностью: игроки сборной, которые тогда ехали играть за границу, собрали валюту и отдали ему. Владимир во время досмотра игроков команды решил перепрятать валюту в ботинок, однако его действия попали на камеру наблюдения. По словам первой супруги Владимира Марины, её брат дал сумму в размере 7 тысяч рублей следствию, и Владимира выпустили, закрыв уголовное дело: ему дали пожизненную дисквалификацию, которая была снята через пару лет. Однако случившееся стало моральным ударом для Владимира, который уже не мог продолжить игровую карьеру.
В последние годы жизни — заместитель генерального директора «Физкультурно-спортивного объединения «Юность Москвы».
Умер 14 ноября 2016 года. Похоронен на Троекуровском кладбище.